# Clonaria digitalis
Clonaria digitalis är en insektsart som först beskrevs av Sjöstedt 1924.  Clonaria digitalis ingår i släktet Clonaria och familjen Diapheromeridae. Inga underarter finns listade i Catalogue of Life.